# Vicente Guerrero, Coapilla
Vicente Guerrero är en ort i Mexiko.   Den ligger i kommunen Coapilla och delstaten Chiapas, i den sydöstra delen av landet, 700 km öster om huvudstaden Mexico City. Vicente Guerrero ligger 1 486 meter över havet och antalet invånare är 617.
Terrängen runt Vicente Guerrero är bergig söderut, men norrut är den kuperad. Terrängen runt Vicente Guerrero sluttar söderut. Runt Vicente Guerrero är det ganska tätbefolkat, med 52 invånare per kvadratkilometer. Närmaste större samhälle är Rayón, 9,3 km nordost om Vicente Guerrero. I omgivningarna runt Vicente Guerrero växer huvudsakligen savannskog.